# Palmar de Guanapalo
Palmar de Guanapalo es un centro poblado colombiano ubicada en el departamento de Casanare, exactamente en el municipio de San Luis de Palenque, al occidente de San Rafael de Guanapalo. Tiene una extensión de 3372.39 Ha. 